# Norská Wikipedie
Existují dvě Wikipedie v norštině: jedna psaná v bokmål a riksmål, a druhá psaná v nynorsk. První z nich (dnešní bokmål a riksmål) byla spuštěna 26. listopadu 2001 a dovolovala psát v kterémkoli norském standardu. Wikipedie psaná čistě v nynorsk byla spuštěna 31. července 2004. Následně v roce 2005 bylo po hlasování na původní norské Wikipedii ustanovena nutnost psát pouze v bokmål a riksmål. V lednu 2022 měla bokmål/riksmål verze přes 573 000 článků, verze v nynorsk pak přes 160 000.
Protože jsou dánština, švédština a norština vzájemně srozumitelné jazyky, spolupracují spolu tvůrci příslušných wikipedií přes sekci Skanwiki na Wikimedia Meta-Wiki.